# Real Saltillo Soccer
Real Saltillo Soccer – meksykański klub piłkarski z siedzibą w mieście Saltillo, w stanie Coahuila, obecnie występuje w Segunda División.

## Historia
Real Saltillo Soccer powstał w 2008 roku, kiedy to władze mającego kłopoty organizacyjne i finansowe klubu Deportivo Unión de Piedras Negras postanowiły chwilowo przenieść siedzibę do miasta Saltillo. Widząc duże zainteresowanie kibiców zostali tam jednak na stałe, zakładając nową drużynę na licencji starej. Real Saltillo przystąpił do rozgrywek trzeciej ligi – Segunda División – organizując uprzednio testy dla okolicznej młodzieży ze stanu Coahuila, mającej stworzyć trzon zespołu. Domowym obiektem ekipy został Estadio Olímpico Francisco I. Madero, mogący pomieścić około 10 tysięcy kibiców.